# Filozofia biologiei
Filosofia biologiei este o ramură din filosofia științei care se ocupă cu fundamentele și problemele conceptuale, metodologice și teoretice ale biologiei. Asemenea biologiei teoretice, filosofia biologiei se concentrează asupra problemelor de natură conceptuală ce apar în cadrul disciplinei. Abordarea filosofică a biologiei adduce o perspectivă distinctivă prin concentrarea pe structura logică a construcțiilor teoretice, pe interpretarea și folosirea rezultatelor, pe modurile în care conceptele sunt întrebuințate de biologi, precum și pe raportul dintre elementele empirice și teoretice ale programelor de cercetare din biologie.
De obicei, discursul specific filosofiei biologiei abordează sub-domenii  ale biologiei  cum ar fi genetica, teoria evoluționistă, ecologia,imunologia etc. Principalul țel al filosofilor biologiei este de a examina conceptele științifice și paradigmele contemporane caracteristice biologiei. Cu toate că filosofii au fost interesați de formele sub care viața se găsește în lume încă de pe vremea anticilor (Aristotel), filosofia biologiei s-a conturat ca un domeniu independent al filosofiei abia între anii 1960-1970. 

## Întrebări
Printre întrebările asupra cărora se concentrează filosofia biologiei se numără următoarele:
- Ce sunt speciile biologice?
- Cum poate fi explicată rațiunea din perspectiva biologiei?
- Cum ar putea reflecta înțelegerea noastră, din perspectivă biologică, a conceptelor de rasă, sexualitate și gen, anumite valori sociale?
- Ce este selecția naturală și cum operează ea în natură?
- Care sunt originile limbajului?
- Care este legătura dintre medicină și ecologie?

## Filosofia biologiei ca domeniu independent
Deși lucrări de filosofie a biologiei fuseseră publicate încă din anii 1950, de către biologul J.H. Woodger și filosoful Morton Beckner, subiectul nu a generat un interes prea mare pe atunci. Domeniul distinct al filosofiei biologiei a apărut abia în urma eforturilor unor biologi, precum Ernst Mayr sau F.J. Ayala, de a încuraja o abordare filosofică a biologiei. Toate procesele din organismele vii se supun legilor fizicii, diferența față de procesele neanimate constând în organizarea și controlarea lor prin intermediul informațiilor codate. Acest aspect i-a făcut pe unii filosofi să se întoarcă la reflecțiile lui Darwin pentru a rezolva problemele ce apăreau în încercarea lor de a dezvolta o filosofie a științei derivată din fizica clasică. Această abordare pozitivistă pune accent pe un determinism strict și pe descoperirea de levi universal aplicabile, testabile prin intermediul experimentelor. 
Încercând să înțeleagă mai bine natura organismelor vii, biologii cu pregătire filosofică s-au concentrat pe natura duală a acestora. Pe de-o parte, avem programul genetic (păstrat în acizii nucleici), numit și genotip, iar pe de alta,  avem corpul întins sau fenotip. Aceasta a condus la o distinctive între teoriile privind cauzele și explicațiile proxime. Întrebările de tipul “cum” vor fi abordate studiind fenotipul, iar cele de tipul “ce” vor fi tratate prin studiul genotipului (aici intră și cauzele presupuse de evoluționism). Clarificarea această a fost parte a reconcilierii dintre evoluționismul Darwinian și modelul genetic al moștenirii, realizată de către Ernst Mayr, alături de alții, în anii 1940. De asemenea, cu această ocazie, noțiunea de “teleologie” a reintrat în discursul filosofiei biologiei după ce, datorită lui Darwin, s-a crezut că se poate renunța la aceasta. Cu toate acestea, explicațiile de tip teleologic (privind scopul sau funcția) au rămas, și după Darwin, foarte folositoare în cercetarea biologică- de la configurarea structural a macromoleculelor până la studiul mecanismului de cooperare din cadrul sistemelor sociale. Prin clarificarea și restrângerea folosirii termenului pentru a descrie și explica sisteme controlate de programe genetice, întrebările teleologice pot fi investigate păstrându-se linia de cercetare a naturii fizice a proceselor organice studiate. 
O atenție similară a fost acordată conceptelor de selecție naturală, adaptare, diversitate și clasificare, specii și speciație. Așa cum biologia s-a dezvoltat ca o disciplină autonomă, se dorește astăzi de către filosofi și biologi deopotrivă, ca filosofia biologiei să devină un domeniu de sine stătător asemeni filosofiei limbajului, filosofiei științei, or altor ramuri ale filosofiei.

## Reducționism științific, holism și vitalism
Una dintre problemele filosofiei biologiei este relația dintre reducționismul științific și holism. 
- Din perspectiva reducționismului științific  procesele biologice mai complexe pot fi reduse la procese fizico-chimice. De exemplu, respirația este explicate ca procesul biochimic ce implică oxigenul și dioxidul de carbon.
- Holismul se concentrează asupra acestor procese mai complexe numite, de asemenea, și  proprietăți emergente: fenomene la un nivel mai înalt care apar ca urmare a unor obișnuințe de interacțiune între elementele aceluiași sistem de-a lunugul unei perioade de timp. Metoda holistică se dovedește eficientă în studiul ecosistemelor, spre exemplu. Așa cum organismele individuale trebuie înțelese în cadrul ecosistemului, așa și procesele biologice mai complexe trebuie înțelese contextual cu organismul viu din care fac parte.
- Vitalismul, respins de majoritatea biologilor încă din secolul al XIX-lea, afirmă că există o “forță vitală” (vis viva) care a fost până acum necuantificabilă de către  știință, și care oferă ființelor vii chiar viața. Vitaliștii presupun un fel de teleologie prin ideea că forța vitală acționează conform unui scop prestabilit. Exemple de filosofie vitalistă se găsesc în multe religii. Biologii au respins, în marea lor parte, vitalismul deoarece sunt de părere că se opune metodei științifice.

## Direcții în filosofia biologiei
Putem distinge trei direcții de cercetare în filosofia biologiei. Mai întâi, abordarea tezelor generale din filosofia științei în contextual biologiei. Un exemplu în acest sens ar fi dezbaterea generată de încercarea lui Kenneth F. Schaffner de a aplica modelul logic empiricist al teoriei reducționiste la relația dintre genetica clasică Mendeliană și, pe atunci, noua genetică moleculară. David Hull era de părere că singura concluzie a acestei tentative era că genetica Mendeliană era ireductibilă la cea moleculară.
A doua direcție de cercetare este în sensul analizei filosofice a așa-ziselor “puzzle-uri” conceptuale din cadrul biologiei. În această situație, sintagma “puzzle conceptual” ar trebui interpretată ca având o semnificație mai largă, în multe cazuri filosofia biologiei și biologia teoretică se îmbină. 
O a treia formă în care putem găsi filosofia biologiei este ca încercare de a răspunde unor chestiuni filosofice generale prin apelul la biologie. Teleologia biologică este un exemplu pentru acest caz.

### Filosofia biologiei evoluționiste
Dintre teoriile din biologie, evoluționsimul a atras atenția filosofilor  în special. Între cei care au abordat acest subiect se numără Elliot Sober, Richard Dawkins, E.O. Wilson, John Dupré și mulți alții. Lucrarea lui Sober, The Nature of Selection: Evolutionary theory in philosophical focus (1984), analizează structura explicațiilor oferite de evoluționism privind genetica populațiilor, folosindu-se de analogia cu compunerea forțelor din dinamică. El identifică schimbările la nivel genetic cu influența unor “forțe”, precum selecția sau mutațiile. Acest gen de analiză atentă, metodologică a geneticii populațiilor, de altfel, nucleul teoriei evoluționiste, continuă să ofere rezultate. O altă lucrare de interes este cea a lui Richard Dawkins, The Selfish Gene (1976). 
Discuțiile din cadrul filosofiei biologiei evoluționiste se referă în principal la scopurile explicative ale teoriei evoluționiste, eficiența modelelor oferite de evolutionism și la metodologia asumpțiilor în elaborarea teoriei.

## Metodologia în filosofia biologiei
Filosofia biologiei nu vede nicio discontinuitate nici în ceea ce privește metoda, nici în ceea ce vizează conținutul,între filosofie și știință. Filosofia biologiei se deosebește de biologie nu atât prin baza teoretică pe care se sprijină, ci prin întrebările pe care și le pune. În ceea ce privește întrebările al căror răspuns îl caută, filosofia biologiei și biologia nu se disting foarte clar. Filosofii biologiei tratează întrebări legate de natura științei, dificultățile conceptuale din biologie, ori chestiuni filosofice tradiționale ce și-ar putea găsi răspunsuri prin biologie. Din perspectiva cercetării problemelor conceptuale distincțiile între filosofia biologiei și biologia teoretică nu sunt, din nou, foarte clare.

### Filosofi ai biologiei
- John Dupré
- Daniel Dennett
- Tim Lewens
- Sandra Mitchell
- William C. Wimsatt
- Elliott Sober
- David Hull
- Richard Boyd
- John Beatty

### Biologi interesați de aspectele filosofice ale biologiei
- Richard Dawkins
- Jared Diamond
- Ernst Mayr
- Francisco J. Ayala
- John Maynard Smith
- Edward O. Wilson
- Jonas Salk
- Denis Noble